# Волк (река)
Волк (укр. Вовк) — река на Украине, протекает по территории Хмельницкого района Хмельницкой области. Правый приток Южного Буга (бассейн Чёрного моря).
Длина реки 71 км. Площадь водосборного бассейна 915 км². Уклон 0,8 м/км. Долина V-образная, в верховье заболоченная, шириной до 2,5 км. После впадения притока Волчка река становится значительно шире и имеет крутые берега. Пойма шириной преимущественно 300 м, максимально 1,2 км. Русло слабкозвивисте, шириной до 10 м и глубиной 2 м. Используется для водоснабжения, орошения, мелиоративного водоотведения. На река расположен каскад прудов комплексного назначения. По всей долине реки размещены торфяники.
Река берёт начало около села Высшие Волковцы. Протекает по центральной части Подольской возвышенности. В устье река проходит по болоту, которое сливается с поймой Южного Буга, которая здесь имеет ширину до 2 км.
На реке расположены посёлок городского типа Летичев, город Деражня.